# Янаков, Яким Иванович
Яким Иванович Янаков (10 июня 1943, Гумбати, Цалский район, Грузинская ССР — 22 июня 2017) — генерал-лейтенант авиации, заслуженный военный лётчик СССР, кандидат военных наук, участник эфиопо-эритрейского конфликта 1998—2000 годов. Вербовал и курировал российских военных специалистов, воевавших на стороне Эфиопии.

## Биография
Родился в семье грузинских греков из цалкинской группы. Учился в Гумбатской грузинской, Цалской и Тбилисской русских школах. В 16 лет Янаков записался в авиаклуб.
В 1965 году окончил Ейское  высшее  авиационное училище. Стал работать в этом же заведении в качестве лётчика-инструктора. В 1972 году Янаков окончил Военно-воздушную академию им. Ю. А. Гагарина и с тех пор он находился на руководящих должностях: командир эскадрильи, затем командир полка. В 1983—1987 годах являлся начальником Барнаульской высшей авиационной школы. После назначен 1-м заместителем командующего ВВС Приволжско-Уральского округа, в 1989 — заместителем начальника военно-учебных заведений ВВС СССР, в 1994 – начальником Управления Военного образования ВВС.
В 1998 году Яким Янаков уволился из армии по возрасту. В этот же период уезжает в Эфиопию, где занимался вербовкой бывших российских военных для участия в войне против Эритреи, пребывая в качестве консультанта Главкома ВВС и ПВО Эфиопии (с одобрения МИД России). В 2000 году был в группе иностранных советников высшего командного звена, которые готовили майское наступление эфиопской армии.
В 2004 году становится первым замом управляющего директора авиакомпании «Прогресс».
Умер 22 июня 2017 года, похоронен на Троекуровском кладбище города Москвы.